# Freedom's Rise
Freedom's Rise è il primo album del gruppo musicale heavy metal statunitense Liege Lord, pubblicato nel 1985 dall'etichetta discografica Black Dragon Records.

## Il disco
Il disco venne inciso pochi mesi dopo il loro primo EP pubblicato dalla Iron Works e contenente sei delle canzoni qui presenti, questi brani sono stati però nuovamente registrati per l'occasione. Grazie alla casa discografica che aveva sede in Francia, l'LP venne distribuito in tutta l'Europa.
Lo stile musicale segue le coordinate del power metal americano, con una marcata attitudine epic, similmente agli Omen di quel periodo. Le band che furono le principali fonti d'ispirazione per la realizzazione di questo album sono i Judas Priest, gli Iron Maiden, gli Accept e i Jag Panzer.
L'album è stato ristampato in CD ufficialmente un'unica volta nel 1996, sempre ad opera della Black Dragon.

## Tracce
1. Prodigy – 1:04 – (strumentale)
2. Wielding Iron Fists – 3:15 (A. Truglio, M. Vinci)
3. Dark Tale – 3:36 (testo: A. Michaud – musica: A. Truglio)
4. Amnesty – 3:30 (testo: M. Vinci – musica: A. Truglio, M. Vinci)
5. Rage of Angels – 4:16 (M. Vinci)
6. Vials of Wrath – 4:46 (testo: M. Vinci – musica: A. Truglio, M. Vinci)
7. Warriors Farewell – 4:08 (testo: A. Michaud – musica: A. Truglio)
8. For the King – 4:28 (M. Vinci)
9. Legionnaire – 3:54 (testo: M. Vinci – musica: A. Truglio)

## Formazione
- Andy Michaud - voce
- Tony Truglio - chitarra
- Pete McCarthy - chitarra
- Matt Vinci - basso
- Frank Cortese - batteria